# Belső-tó
Belső-tó är en sjö i Ungern.   Den ligger i provinsen Veszprém, i den västra delen av landet, 110 km sydväst om huvudstaden Budapest. Arean är 0,28 kvadratkilometer. Den sträcker sig 0,6 kilometer i nord-sydlig riktning, och 0,7 kilometer i öst-västlig riktning.